# 老挝保护国
法属老挝保护国（法語：Protectorat français du Laos），或称法属老挝，是法国印度支那殖民地的一部分。其建立标志着老挝历史上的分裂时期和暹罗、越南统治时期的结束。1946年，老挝保护国被法蘭西第四共和國授予自治权，1954年，通过日内瓦会议正式独立，建立老挝王国。

## 建立
18世纪，澜沧王国分裂，老挝地区成为暹罗和越南的势力范围。1863年，柬埔寨同意成为法蘭西第二帝國保护国，法国正式在柬埔寨實施殖民统治，此前他们已经占领了交趾支那。此后法国开始向老挝地区渗透，派德拉格雷领导探险队沿湄公河北上探索。暹罗国王朱拉隆功担心法国侵入其位於老挝的属地，因此在1886年5月7日和法国签署条约，承认暹罗对湄公河东岸佬族列国的宗主权。
1885年末，奥古斯特·帕维出任驻琅勃拉邦副领事，负责討伐老挝地区，为建立新殖民地做准备。1888年，刁文持的泰族武装和黑旗军联手攻占琅勃拉邦，杀害琅国王子，琅国王室在法国保护下出逃。法军自河内出发，抵达琅勃拉邦击退入侵者，迎琅勃拉邦国王温坎归来，后者请求法国保护琅勃拉邦。1889年，法蘭西第三共和國不顾暹罗抗议同琅勃拉邦国王签署协议，后者同意成为法国保护国。
法暹战争後，暹罗签署《法暹条约》，被迫承认法国对湄公河东岸领土的控制权，老挝保护国正式成立并迁都万象。琅勃拉邦王室留在琅勃拉邦城内，但已被法國控制，並無实权。1896年1月，法国和英国签署协议，后者承认老挝为法国保护国。
1898年，老挝保护国并入法属印度支那。尔后殖民政府开始任命总督，常驻于万象。法国將老挝劃分为10省，琅勃拉邦王室在名义上统治琅勃拉邦省。其它9省由位於万象的法国殖民政府直接统治，各省设省长和军营。为支持政府财政，法国殖民者主要在老挝征收捐税，强占土地。

## 殖民统治
1904年，法国与暹罗签订条约迫使其割让领土，其中沙耶武里并入老挝。1905年，暹罗再度割讓柏威夏予法国，该地被划入柬埔寨，老挝和柬埔寨当时的新边界也一直沿袭至今。法国本计划进一步往西扩張領土，但英国忌惮法国扩张而与暹罗合作，使得法国难以继续西进。琅勃拉邦国王西萨旺·冯于1904年登基。法理上，琅勃拉邦王国仍是一个拥有自治权的保护国，但其权力實際上仍在法国手中，而老挝的其余部分已经完全等同殖民地。
经济方面，由于扩张计划流产，加上老挝经济落后、地处内陆，法国人并不着重投资建设老挝，甚至有许多越南人被派往老挝任职。在此后的50年间，老挝一直是法属印度支那最欠发达的地区，以糯米种植和米酒酿造为主要产业，商业被完全交予当地人经营。不过老挝也因此相对较少受法国文化影响，根据法属印度支那1937年的人口普查，只有574名法国人在老挝居住，同越柬差距明显。
法国建立统治后，展开多项社会改革和行动，如取缔土匪组织、废除奴隶制，以及在法律上结束对老听族和老松族的歧视等。后为振兴商业，法国人鼓励越南和华族商人移民老挝，一些老龙族人也获许从政。尽管如此，许多少数民族，尤其是山区中的老松族部落，并没有在这些改革中受益。
1901年，翁喬率老听部族在南老挝的布拉万高原起事，他自称“普米汶”，意为圣人。法国殖民者疲于应付，即使是在1910年，翁喬被杀后也未能完全平息，残余势力坚持斗争了20年之久。翁乔副手翁·贡曼丹后来成为了老挝民族主义运动的早期领袖。
1899年至1910年间，北方山地的部落不满法国统治，冲突頻繁，丰沙里省持续动荡，冲突全盛时甚至蔓延到越南北圻。其起事最初仅是为了抵抗法国苛政，不过随后的主要目的为反对法国管制鸦片贸易。1911年，法国进一步废除各地土王酋长，将老挝划为省、县、区、乡和村五级行政单位，统治机构趋于健全。
1919年，苗族部落不满法国的税收政策和民族上的差别对待，发动起事，1921年3月被平息。此后法国政府在川圹省授予了苗族人部分自治权。
虽然北部处于持续动荡，但是万象和沙湾拿吉等湄公河沿岸城市由于法国的人口迁移政策，发展较快。法国在老挝投资建设了13号公路，纵贯老挝南北，至今仍为老挝陆路交通干线。法国亦曾计划在河内与万象间铺设铁路，以便利其与暹罗的贸易竞争，不过未能实现。1923年，为了鼓励老挝人参政，法国在万象建起法学院，但是大部分学生都来自越南。
1920年代，锡矿开采业和咖啡种植业开始发展。但由于地理位置不佳以及地形崎岖，老挝的传统经济仍然难以转型，90%的老挝人仍从事农业。和越南、柬埔寨相同，法国人在老挝同样实行文化同化，但力度相对较小，只有主要城市建有现代学校。直到1920年代，农村地区才开始接受极其有限的西式教育。1930年代，老龙族和低地居民的识字率有所增长，一些老挝学生前往河内和巴黎接受高等教育。然而，山区的发展仍然缓慢，那里的部落过于孤立，大部分人拒绝接受基于法语的教育系统。
法国远东学院在老挝进行了大量的考古工作，如研究古籍、修复古迹等，并将老挝文规范化。1931年老挝佛学院在万象建立，开设巴利语学科，给予老挝人更多学习历史和宗教等知識的机会。

## 第二次世界大战
1932年，暹罗总理銮披汶·颂堪发动政变，建立独裁政权。后来他将暹罗更名为泰国，并计划收复暹罗于19世纪放弃的领土，包括老挝。1940年，法国沦陷，法属印度支那由维希法国和日本共管。1940年8月，泰国军队越过边界进攻法属印度支那，挑起泰法战争，最终由日本调停，法属印度支那将原属老挝的占巴塞省、沙耶武里省以及原柬埔寨西部省份割让给泰国。第二次世界大战后，泰国归还了这些领土。
为驱逐日本和泰国在老挝的势力，总督让德句支持老挝民族主义运动，民族主义思潮在老挝开始传播。一些组织亦出版宣传报纸，例如《大老挝》，发表了许多针对泰国、日本土地政策的批评。1944年，老挝-塞里组织建立，主要在老挝南部活动。该组织主张老挝独立，而不是与法国合作。
1944年，法国解放，戴高乐成为法国的临时领袖。与此同时，日本在太平洋接连受挫，为作最后反撲，于1945年3月发动三九政变，解散法属印度支那政府，完全控制越南、老挝和柬埔寨。大量官员和王室成员被日本囚禁，包括国王西萨旺·冯，他早前宣布老挝独立并同意加入大东亚共荣圈。亦有法国人逃往山区，加入抗日组织，並于1945年3月占领万象，王储西萨旺·瓦达纳领导老挝抗爭者向日本军队和官员发动了多次袭击。1945年8月15日日本投降，撤出老挝，次日泰國宣佈停戰，二战結束。

## 自由老挝运动和法国重建统治

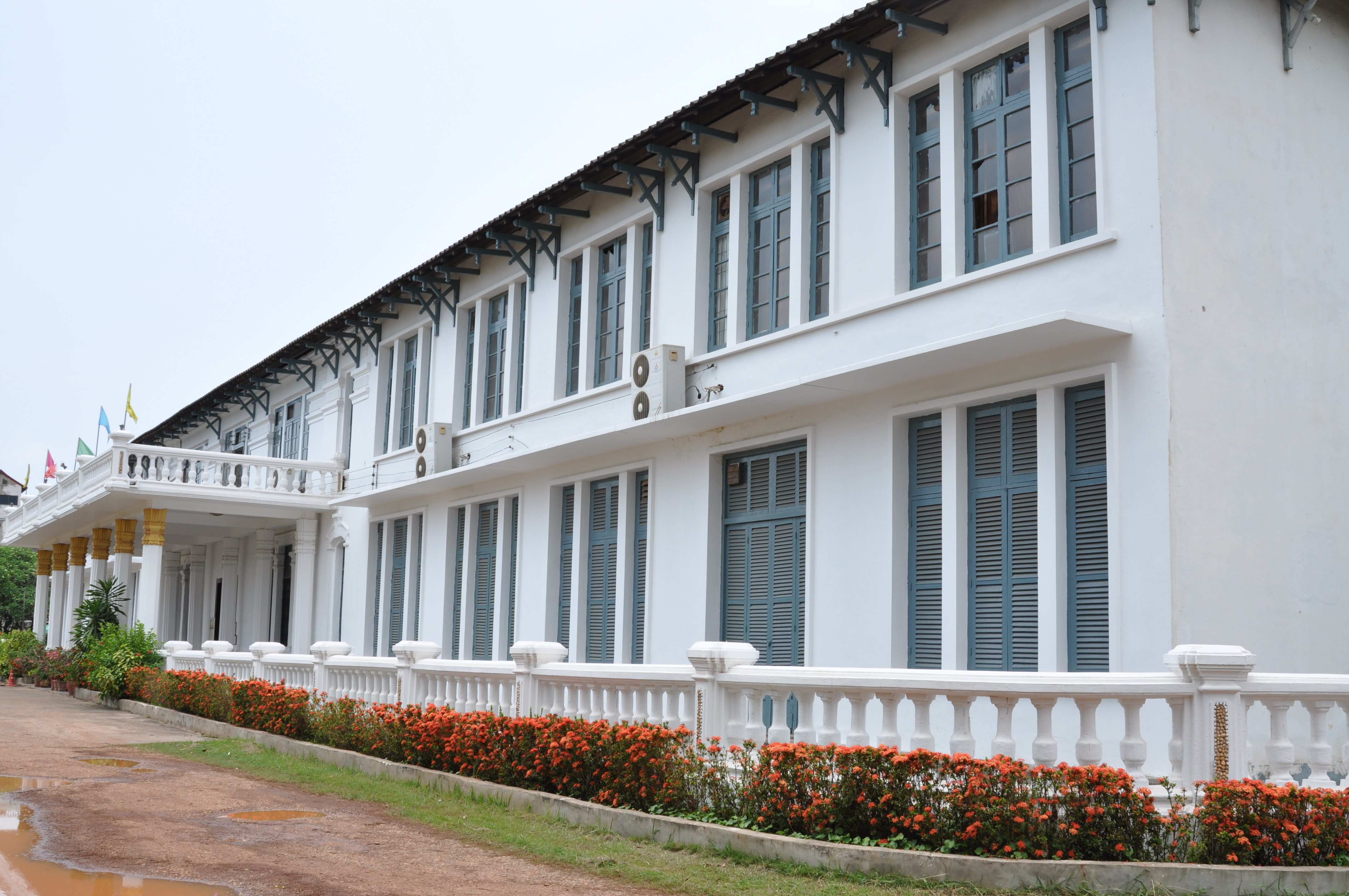
哀牢欽使（寮國高級專員）駐地（今寮國國立博物館）

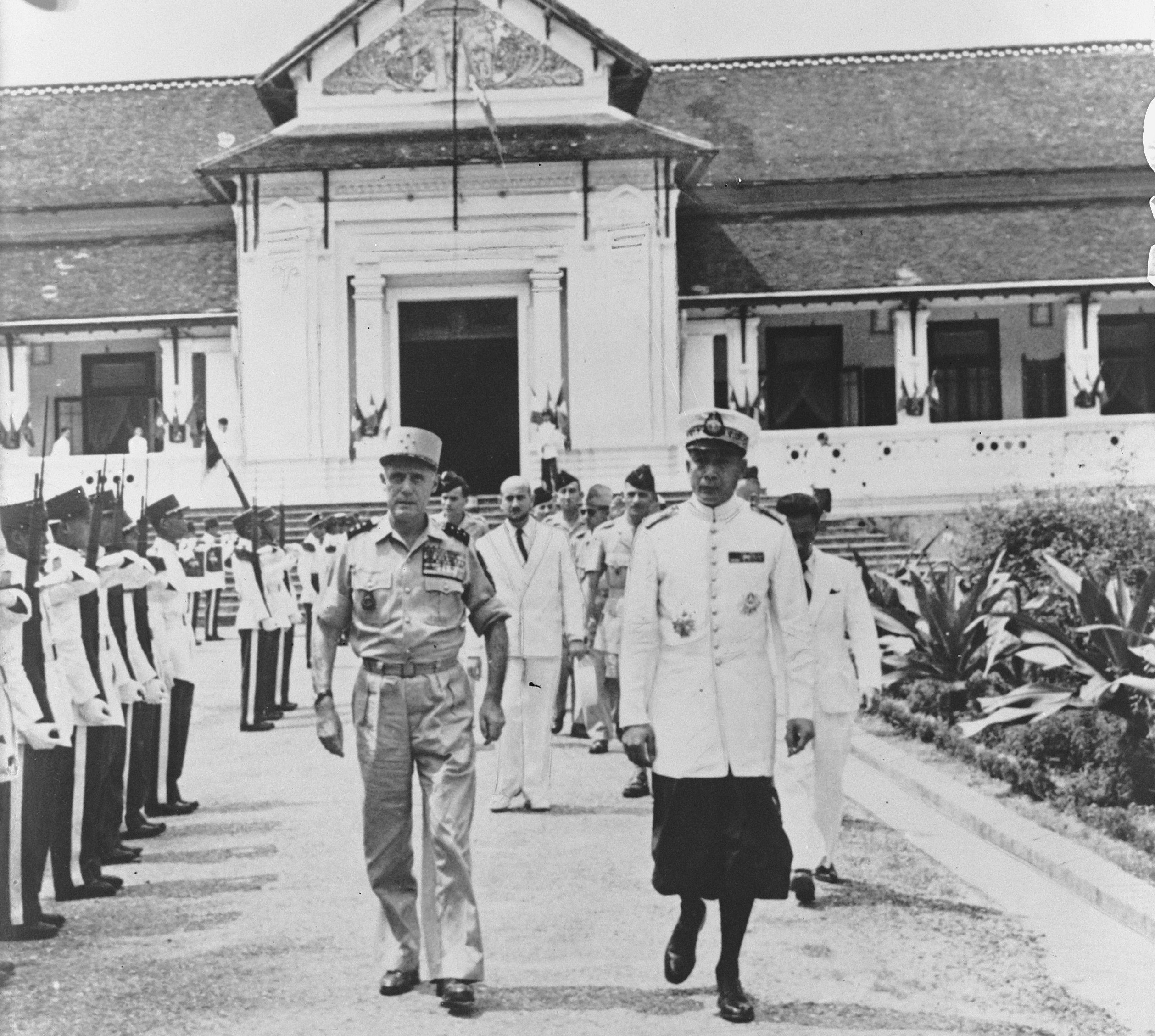
1953年，勞爾·薩蘭与老挝国王西薩旺·瓦達納於琅勃拉邦王宮

第二次世界大战结束后，日本撤出老挝，法国忙于战后重建，无暇关注印度支那，老挝陷入无主的混乱局面，越南人趁机介入，越南独立同盟会招募了许多老挝人来抵抗法国统治。琅勃拉邦首相佩差拉亲王通过河内的印度支那财政部建立了老挝皇家财政部，他倾向于独立，因而将之作为资金准备。1945年，法国突击队空降老挝，组织游击队力量。在11月前，他们已经组建了4个轻步兵营。这支新成立的军队从军官到士兵，都是法国人。
1945年10月，琅勃拉邦王族和老挝民族主义者建立自由老挝组织，其重要成员是三个受过欧洲教育的亲王：佩差拉亲王、梭发那·富马亲王和苏发努·冯亲王。他们组成新政府，于12日宣布老挝独立，奉西萨旺·冯为老挝国王，以佩差拉亲王为首相，苏发努·冯亲王为外交大臣兼军队总司令，梭发那·富马亲王为公共工程部长。然而，自由老挝未能统一全国，越南独立同盟会控制了老挝的东北地区，且拒绝同自由老挝联合。法国成立的游击队控制了南部沙湾拿吉和甘蒙两省，支持法国的文翁亲王则占领了南方的其他区域。
自由老挝无法带领国家抵抗法国殖民政府和军队。1946年4月，法军伞兵占领万象，5月开始进攻琅勃拉邦，法国陆军也从万象向北进攻琅勃拉邦。自由老挝政权垮台，9月流亡曼谷。琅勃拉邦国王西萨旺·冯重建老挝保护国，法国人封其为“老挝国王”。占巴塞王国被废除，其国王改称占巴塞亲王。

## 独立
为避免冲突，法国同意老挝自治，建立起新的立宪议会、国民警卫队和警队。1947年5月11日，老撾國會通过新宪法，将老挝定义为一个隶属于法蘭西聯盟的君主立宪制“自治国家”。7月19日，法国和老挝代表于巴黎签署协定，规定老挝为法兰西联邦之下的独立国家。1949年10月，流亡的自由老挝解散。1954年，老挝通过日内瓦会议获得正式独立。

### 脚注
1. ↑  Carine Hahn, Le Laos, Karthala, 1999, pages 60-64
2. ↑  Carine Hahn, Le Laos, Karthala, 1999, pages 66-67
3. ↑  Carine Hahn, Le Laos, Karthala, 1999, pages 67-68
4. ↑  Chronologie du Laos （页面存档备份，存于）, Clio.
5. 1 2 3  中国大百科全书出版社汇编. . 外国历史（一） 第一版. 北京: 中国大百科全书出版社. 1998.，第536页。
6. ↑  Carine Hahn, Le Laos, Karthala, 1999, pages 69-72
7. ↑  Martin Stuart-Fox, A History of Laos, Cambridge University Press, 1997, ISBN 05215972356, p. 30
8. ↑  Pierre Montagnon, La France coloniale, tome 1, Pygmalion-Gérard Watelet, 1988, page 180
9. ↑  Laos under the French （页面存档备份，存于）, U.S. Library of congress
10. ↑  Carine Hahn, Le Laos, Karthala, 1999, pages 72-76
11. ↑  Paul Lévy, Histoire du Laos, PUF, 1974, p. 83
12. ↑  Stuart-Fox p. 34-36
13. ↑  Paul Lévy, Histoire du Laos, PUF, collection Que sais-je ? 1974, p. 83-85
14. ↑  Stuart-Fox, p. 37-38
15. ↑  Carine Hahn, Le Laos, Karthala, 1999, pages 76-77
16. ↑  Carine Hahn, Le Laos, Karthala, 1999, page 77
17. 1 2  Levy, p.89-90
18. ↑  Pinnith, p.87
19. ↑  Carine Hahn, Le Laos, Karthala, 1999, pages 77-78
20. ↑  Carine Hahn, Le Laos, Karthala, 1999, pages 82-86
21. ↑  Philippe Franchini, Les Guerres d'Indochine, tome 1, Pygmalion-Gérard Watelet, 1988, p. 250
22. 1 2 3 4  .   [2020-09-17]. （原始内容存档于2017-04-02）.
23. ↑  War in Laos, 1954–1975. Kenneth J. Conboy. Squadron/Signal Publications, 1994. ISBN 978-0-89747-315-6, ISBN 978-0-89747-315-6. P.5.
24. 1 2 3  . : 2.
25. ↑  . : 7.
26. ↑  Jean Deuve, Guérilla au Laos, L'Harmattan, 1997 (1ere édtion en 1966, sous le nom de Michel Caply), p.226
27. ↑  Carine Hahn, Le Laos, Karthala, 1999, pages 88-89

### 其它资料
- Kenneth Conboy, War in Laos 1954-1975, Squadron/Signal publications 1994
- Marini, G.F. de. (1998). A New and Interesting Description of the Lao Kingdom (1642–1648). Translated by Walter E. J. Tips and Claudio Bertuccio. Bangkok, Thailand: White Lotus Press.
- Martin Stuart-Fox, A History of Laos, Cambridge University Press 1997
- Moppert, François. 1981. Le révolte des Bolovens (1901–1936). In Histoire de l'Asie du Sud-est: Révoltes, Réformes, Révolutions, Pierre Brocheux (ed.), 47-62. Lille: Presses Universitaires de Lille.
- Murdoch, John. 1974. The 1901-1902 "Holy Man's" Rebellion. Journal of the Siam Society 62(1) 47-66.
- Ngaosrivathana, Mayoury & Breazeale, Kenon (ed). (2002). Breaking New Ground in Lao History: Essays on the Seventh to Twentieth Centuries. Chiangmai, Thailand: Silkworm Books.
- Phothisane, Souneth. (1996). The Nidan Khun Borom: Annotated Translation and Analysis, Unpublished doctoral dissertation, University of Queensland. [This is a full and literal translation of a Lān Xāng chronicle]
- Kingsbury, Damien. South-East Asia: a Political Profile. South Melbourne, Australia: Oxford UP, 2001. 176-177.
- Laos - Under the French （页面存档备份，存于） U.S. Library of Congress. 14 July 2008
- Laos – The French Protectorate （页面存档备份，存于）' U.S. Library of Congress. 14 July 2008
- History of Laos The Official Website for Visit Laos Years 1999-2000. 14 July 2008
- Laos Under the French Laos Cultural Profile. Ministry of Culture and Information of Laos. 14 July 2008